# Avenida El Islote
Avenida El Islote es el nombre que recibe una arteria vial localizada en parte en el Casco colonial de la ciudad de Cumaná la capital del estado Sucre, al noreste del país sudamericano de Venezuela.

## Descripción
Comienza en el Terminal de Ferry (Plaza del Ferry) al sur del Río Manzanares, finalizando su recorrido en el cruce de la Calle Mariño con Avenida Arismedi, cerca de la Plaza Sucre. Conecta además con la Avenida Arístides Rojas (Perimetral), la Calle Cajigal, Calle Vargas, Calle Blanco Fombona, la Calle Gutiérrez, la Calle Herrera, la Calle Vuelvan Caras, y la Avenida Petión.
En los alrededores de su recorrido se pueden encontrar el Mercado Municipal de Cumaná, el Antiguo Mercado, el Parque Ayacucho, El Museo Gran Mariscal de Ayacucho, la Plaza Sucre, entre otros.